# Pseudohydromys eleanorae
Pseudohydromys eleanorae  (Helgen & Helgen, 2009) è un roditore della famiglia dei Muridi endemico della Nuova Guinea.

## Descrizione

### Dimensioni
Roditore di piccole dimensioni, con la lunghezza della testa e del corpo tra 94 e 103 mm, la lunghezza della coda tra 89 e 92 mm, la lunghezza del piede tra 18,5 e 19,5 mm e la lunghezza delle orecchie tra 9,0 e 12 mm.

### Aspetto
La pelliccia è corta e densa. Le parti superiori sono grigie, mentre le parti ventrali sono grigie. Le vibrisse sono corte, gli occhi sono piccoli.  Le parti dorsali delle zampe sono chiare, ricoperte da piccoli peli argentati. La coda è più corta della testa e del corpo, uniformemente marrone, con la punta bianca.

## Biologia

### Comportamento
È una specie terricola.

## Distribuzione e habitat
Questa specie è diffusa nella parte centro-orientale della cordigliera centrale della Nuova Guinea.
Vive nelle foreste muschiose montane tra 2.440 e 3.050 metri di altitudine.

## Conservazione
Questa specie, essendo stata scoperta solo recentemente, non è stata sottoposta ancora a nessun criterio di conservazione.